# 손 (괘)
손(巽)은 팔괘의 하나이다. 점괘의 형태는 이며, 첫효는 음, 제2효·제3효는 양으로 구성된다. 또는 육십사괘의 하나이며, 손위풍. 손하손상으로 구성된다. 방위로서는 동남쪽각이 되어, 진과 미의 사이인 것부터 손은 「진미」라고도 읽혀진다.

## 괘상
풍(나무)·입·닭·가랑이·장녀(혼인적령의 여성)·혼담·긴 것 모두·혈관·모발·소장·대장·기관지·복입·호흡기 등을 상징한다. 방위로서는 동남(지지의 진 미 사이)를 나타낸다.
납갑에서는 신, 오행의 쇠, 오방의 서쪽이 맞힌다.

## 선천도
복희선천 팔괘에서의 순서는 5이며, 방위는 사우괘의 하나로 서남에 배치된다. 음양 소식은 일음이 생겼더니 있다.